# Exerodonta pinorum
Exerodonta pinorum är en groddjursart som först beskrevs av Taylor 1937.  Exerodonta pinorum ingår i släktet Exerodonta och familjen lövgrodor. IUCN kategoriserar arten globalt som sårbar. Inga underarter finns listade i Catalogue of Life.